# 坂田和光
坂田 和光（さかた かずこう、1958年 - ）は日本の図書館員、国会職員、大学教員。
第25代国立国会図書館副館長。信州豊南短期大学教授。

## 略歴
東京大学文学部西洋史学科卒業後、1982年国立国会図書館入館。その後、同館で国際子ども図書館長、調査及び立法考査局専門調査員・局長などを経て、2017年12月25日に副館長に就任（2019年12月24日まで）。
2020年9月信州豊南短期大学教授に就任し、「図書館サービス概論」、「情報サービス論」、「情報サービス演習Ⅰ」等の科目を担当。日本財政学会、日本国際児童図書評議会（JBBY）会員。